# Мадмух Елсібіай
Мамду Елссбіай (англ. Mamdouh Elssbiay, 16 вересня 1984, Єгипет) — професійний бодібілдер з Єгипту, переможець конкурсу Нью-Йорк Про 2013.

## Біографія
Будучи ще в Єгипті, Біг Рамі дізнався про існування Кувейтській мережі тренажерних залів «Oxygen Gym», власник якої Байдер Будай регулярно проводить семінари та тренінги з зірками IFBB. Якраз в цей час він планував запросити головного кумира Мамду — Віктора Мартінеса, саме його Рамі хотів побачити на власні очі, внаслідок чого вирішив влаштуватися працювати в один з філіалів цієї мережі. Проте зустріч з Мартінесом так і не відбулася, Віктор і не підозрював про наявність такого «величезного» фаната, але лише до травня 2013 року.
Уже через кілька місяців Байдер повідомили про те, що в одному з його залів працює атлет, який збирається пов'язати життя з професійним бодібілдінгом. Після особистої зустрічі з Мадмухом він надав йому всі необхідні умови, в тому числі полегшений робочий графік. Перше що вразило Байдера — форма Біг Рамі і його стаж занять, який не перевищував 60 днів. Спочатку він вважав все це якийсь жартом, але все ж вирішив допомогти.
Однак в успіху Мамду ключову роль зіграв зовсім не власник мережі тренажерних залів, а Денніс Джеймс — ветеран бодібілдингу. Саме він розгледів в Рамі великий потенціал, задовго до його першого турніру. Денис допомагав складати тренувальний план, дієту ну і, звичайно ж, ділився знаннями щодо фармакології, хоч це і не афішується. Варто відзначити, що в Єгипті та Кувейті ААС офіційно дозволені, отже, якість продукції добре контролюється. Багато хто говорить про те, що це один з основних факторів настільки швидкого прогресу Біг Рамі.
Відправною точкою в кар'єрі Біг Рамі стала аматорська Олімпія 2012 року. Саме там відбувся його дебютний вихід на поміст в категорії суперважковаговиків. Глядачі та судді гідно оцінили якість та обсяги Мамду. Він з легкістю виграє свою категорію і абсолютку, тим самим заробивши ПРО-карту.
Згідно з планом Джеймса першим і в той же час «прохідним» ПРО-турніром для Мамду мав стати Нью-Йорк Про 2013. Там планувалося голосно заявити про себе, і отримати відповідну репутацію з допуском на Олімпію-2013.
Незважаючи ні на що він посів перше місце, голосно заявивши про себе всій спільноті бодібілдерів. Судді відзначали хороші пропорції Біг Рамі поряд з великими обсягами при вазі понад 288 фунтів (130.6 кг). Відмінною рисою Мамду можна назвати відсутність слабких місць і хороша «якість» мускулатури, що притаманне небагатьом атлетам.
Після Нью-Йорк Про 2013 він посів лише 8-е місце на турнірі Містер Олімпія 2013, при цьому серед всіх призерів його вага була найбільшою — 130 кг. До слова, цього вистачило, щоб знову обійти свого кумира Віктора Мартінеса. Буквально через пару місяців Мамду підписав контракт з найбільшим спонсором GAT. На даний момент він у складі Team GAT, де вже присутній відомий Кевін Джордан.
9 жовтня 2020 року Біг Рамі повідомив про те, що його тест на COVID-19 виявився позитивним. Через це він не зможе брати участь в змаганнях Europa Pro 2020, які є кваліфікацією на Містер Олімпія 2020.

## Цікаві факти
- На просторах Інтернету Рамі часто називають «рибалкою». Все свідоме життя він заробляв саме рибальством, як і вся його родина. В Єгипті морепродукти становлять левову частку раціону будь-якої людини, таке вже територіальне розташування. Рибальство приносило відносно непогані гроші йому і шести братам. У цьому ремеслі важливий великий обсяг роботи, а він можливий тільки при наявності гарної фізичної підготовки, саме тому дітей в його родині з ранніх років віддавали в різні спортивні секції. Рівень розвитку спорту в Єгипті є одним з найвищих серед усіх арабських і африканських країн.

- Біг Рамі завжди цікавився силовими видами спорту, проте в Єгипті бодібілдинг, пауерліфтинг і важка атлетика не мають такої популярності як футбол, бокс або баскетбол.

## Виступи
- Містер Олімпія — 7 місце (2014), 8 місце (2013)
- Нью-Йорк Про — 1 місце (2013, 2014)
- Арнольд Класік Європа — * Прага Про — * Нордік Про -